# 홍조단괴
홍조단괴는 홍조류의 산호말 등은 광합성을 하여 세포 혹은 세포사이의 벽에 탄산칼슘을 침전시키는 석회조류중의 하나로 보통 직경이 4∼5cm이고 형태는 전체적으로는 구형이며 표면이 울퉁불퉁한 모습을 보여준다.
이러한 홍조류는 생리적으로 생체내에 축적되는 탄산칼슘이 나중에 단단하게 굳어져서 돌처럼 형성되는데 이것을 홍조단괴(紅藻團塊)라고 부른다.
특히 제주특별자치도 제주시에 소재하는 우도 해안가에 서식하는 홍조류가 형성한 홍조단괴는 천연기념물 제438호로  지정되어있다.
이러한 천연기념물은 해변에서 반출이 금지되어 보호되고있다.

## 같이 보기
- 조류
- 부채말(갈조류)
- 제주 우도 홍조단괴 해빈

## 참고
- 과학백과사전-석회조류